# Robert Strassburg
Robert Strassburg (Brooklyn, 30 agosto 1915 – Laguna Woods, 25 ottobre 2003) è stato un direttore d'orchestra, compositore e musicologo statunitense.

## Biografia
I suoi studi di musica furono completati sotto la supervisione di compositori come Walter Piston e Paul Hindemith, con cui aveva studiato a Tanglewood. I suoi studi accademici ufficiali furono  completati presso il New England Conservatory of Music e l'Università di Harvard, dove ottenne una borsa di studio in composizione. Ha inoltre completato un dottorato in Belle Arti all'Università del Giudaismo di Los Angeles. Come musicologo il Dr. Strassburg è considerato un'autorità preminente sulle composizioni del compositore Ernest Bloch.
I contributi di Robert Strassburg per il progresso dell'educazione musicale negli Stati Uniti d'America furono molto ampi e di natura complessa. Dopo aver insegnato al Brooklyn College (1947-1950), ottenne la posizione di artista in residenza presso il Brandeis Arts Institute in California (1951-1955). Durante i suoi anni a Miami fondò la All-Miami Youth Symphony nel 1958 e fu direttore fino al 1961. Oggi è conosciuta come la Greater Miami Youth Symphony ed è una delle più antiche sinfonie giovanili esistenti ininterrottamente in Florida. Altri contributi furono fatti come Assistente Preside alla School of Fine Arts at the University of Judaism (ora American Jewish University) di Los Angeles (1961-1966). Questo culminò con la nomina a professore di musica presso la California State University di Los Angeles nel 1966.
I contributi del Dr. Strassburg come compositore sono stati portati avanti nel corso di un lungo periodo cinquantennale. Una composizione precoce intitolata Lost fu completata già nel 1945 e ricevette critiche entusiastiche. Come direttore musicale di varie sinagoghe, espresse un forte interesse per la musica liturgica ebraica e portato a termine diverse composizioni sacre. Anche molte composizioni secolari sono emerse negli anni seguenti, tra cui oltre trenta adattamenti musicali di poesie di Walt Whitman. Negli anni successivi fu completata anche una monumentale sinfonia corale in dieci movimenti in onore del poeta Walt Whitman intitolata Leaves of Grass: A Choral Symphony (1992). Il dottor Strassburg ha anche contribuito a una varietà di spartiti di film e di musica di scena per produzioni teatrali quali: Re Lear, La rosa tatuata, Anna dei mille giorni e The House I Live In.
Robert Strassburg ha ispirato diverse generazioni di giovani e aspiranti musicisti per le sue qualità di istruttore di composizione avanzata, di professore universitario e direttore d'orchestra. Il suo stile paziente di insegnamento e la dedizione entusiastica all'eccellenza toccavano un tasto sensibile con tutti i suoi allievi. Molti dei suoi primi studenti dagli anni '40 e '50 enersero negli anni successivi come appassionati strumentisti, solisti e compositori orchestrali. Tra questi c'era John Serry Sr., un famoso fisarmonicista, arrangiatore e compositore di concerti, e Yehudi Wyner, un noto compositore/pianista americano 
Robert Strassburg è anche degno di nota come autore della biografia di Ernest Bloch intitolata Ernest Bloch: Voice in the Wilderness, molto acclamata dalla critica. Il materiale di ricerca relativo a questa pubblicazione insieme alle intuizioni scritte dal dottor Strassburg sono accessibili nella "Collezione Belknap per le arti dello spettacolo". La raccolta è archiviata per scopi di ricerca presso l'Università della Florida a Gainesville..

## Composizioni
- Lost (1945)[4]
- 4 Biblical Statements (1946)
- Fantasy and Allegro (1947)[8]
- Torah Sonata (pianoforte, 1950)
- The Heritage of Heaven (Orchestra d'archi, 1955) [9]
- Chelm (Opera, 1956)[10][11]
- Psalm 117 (Corale, 1965)[9]
- Tropal Suite (Quartetto d'archi, 1967)
- Terecentenary Suite (Viola e Pianoforte)
- Patriarchs (Orchestra d'archi)
- Migrations Of A Melody (Baritono Narratore, Orchestra da camera)
- Festival of Lights Symphony (Orchestra d'archi)
- Leaves of Grass: A Choral Symphony  (Sinfonia corale, 1992)[12]
- Ma Tovu: High Holiday (Cantor, coro misto e tastiera opzionale, 1993)[13]
- Prayer of Columbus (Voce e Pianoforte, 1993) [14]
- Three "Leaves of Grass" - A Walt Whitman Trilogy Pianoforte, 1996)
- Walt Whiteman Cycle (Tenore e Orchestra) [9]
- Congo Square (Musica lirica) [9]
- Kabbalat Shabbat (Liturgico) [9]
- Mosaic Horizons (Liturgico) [9]

## Influenze musicali
Strassburg ha contatti con diversi altri compositori della sua epoca, tra cui:
- Paul Ben-Haim[5]
- Mario Castelnuovo-Tedesco[5]
- Julius Chajes[5]
- Erich Zeisl[5]